# Cephalopodum
Cephalopodum là chi thực vật có hoa trong họ Apiaceae.